# AFI's 100 Years... 100 Laughs
AFI's 100 Years… 100 Laughs est le classement des 100 meilleurs films humoristiques du cinéma américain selon l'American Film Institute. La liste fut dévoilée le 14 juin 2000.

## Liste des films
1. Certains l'aiment chaud (1959)
2. Tootsie (1982)
3. Docteur Folamour (1964)
4. Annie Hall (1977)
5. La Soupe au canard (1933)
6. Le shérif est en prison (1974)
7. M*A*S*H (1970)
8. New York-Miami (1934)
9. Le Lauréat (1967)
10. Y a-t-il un pilote dans l'avion ? (1980)
11. Les Producteurs (1968)
12. Une nuit à l'opéra (1935)
13. Frankenstein Junior (1974)
14. L'Impossible Monsieur Bébé (1938)
15. Indiscrétions (1940)
16. Chantons sous la pluie (1952)
17. Drôle de couple (1968)
18. Le Mécano de la « General » (1927)
19. La Dame du vendredi (1940)
20. La Garçonnière (1960)
21. Un poisson nommé Wanda (1988)
22. Madame porte la culotte (1949)
23. Quand Harry rencontre Sally (1989)
24. Comment l'esprit vient aux femmes (1950)
25. La Ruée vers l'or (1925)
26. Bienvenue, Mister Chance (1979)
27. Mary à tout prix (1998)
28. SOS Fantômes (1984)
29. Spinal Tap (1984)
30. Arsenic et vieilles dentelles (1944)
31. Arizona Junior (1987)
32. L'Introuvable (1934)
33. Les Temps modernes (1936)
34. Un jour sans fin (1993)
35. Harvey (1950)
36. American College (1978)
37. Le Dictateur (1940)
38. Les Lumières de la ville (1931)
39. Les Voyages de Sullivan (1941)
40. Un monde fou, fou, fou, fou (1963)
41. Éclair de lune (1987)
42. Big (1988)
43. American Graffiti (1973)
44. Mon homme Godfrey (1936)
45. Harold et Maude (1972)
46. Manhattan (1979)
47. Shampoo (1975)
48. Quand l'inspecteur s'emmêle (1964)
49. To Be or Not to Be (1942)
50. Cat Ballou (1965)
51. Sept Ans de réflexion (1955)
52. Ninotchka (1939)
53. Arthur (1981)
54. The Miracle of Morgan's Creek (1944)
55. Un cœur pris au piège (1941)
56. Deux Nigauds contre Frankenstein (1948)
57. Diner (1982)
58. Une riche affaire (1934)
59. Un jour aux courses (1937)
60. Le Couple invisible (1937)
61. On s'fait la valise, Doc ? (1972)
62. Sherlock, Jr. (1924)
63. Le Flic de Beverly Hills (1984)
64. Broadcast News (1987)
65. Horse Feathers (1932)
66. Prends l'oseille et tire-toi (1969)
67. Madame Doubtfire (1993)
68. Cette sacrée vérité (1937)
69. Bananas (1971)
70. L'Extravagant Mr. Deeds (1936)
71. Le Golf en folie (1980)
72. Un million clé en main (1948)
73. Monnaie de singe (1931)
74. Nine to Five (1980)
75. Lady Lou (1933)
76. Victor Victoria (1982)
77. Madame et ses flirts (1942)
78. En route vers le Maroc (1942)
79. Vive le sport (1925)
80. Woody et les Robots (1973)
81. La Croisière du Navigator (1924)
82. La Bidasse (1980)
83. Le Père de la mariée (1950)
84. Lost in America (1985)
85. Les Invités de huit heures (1933)
86. La Vie, l'Amour, les Vaches (1991)
87. Ça chauffe au lycée Ridgemont (1982)
88. Beetlejuice (1988)
89. Un vrai schnock (1979)
90. La Femme de l'année (1942)
91. Le Brise-cœur (1972)
92. Boule de feu (1941)
93. Fargo (1996)
94. Ma tante (1958)
95. Transamerica Express (1976)
96. Sons of the Desert (1933)
97. Duo à trois (1988)
98. Le Bouffon du roi (1956)
99. Docteur Jerry et Mister Love (1963)
100. Good Morning, Vietnam (1987)